# Cyndie Allemann
Cyndie Allemann (ur. 4 kwietnia 1986 w Moutier) – szwajcarska zawodniczka startująca w wyścigach samochodowych.

## Kariera
Allemann rozpoczęła karierę w wyścigach samochodowych w roku 2004, od startów w Niemieckiej Formule Renault oraz Szwajcarskiej Formule Renault. Podczas gdy w serii niemieckiej była 37, w edycji szwajcarskiej dwukrotnie stawała na podium. Uzbierane 147 punktów dało jej szóstą pozycję w klasyfikacji generalnej. W późniejszych latach startowała także w Europejskim Pucharze Formuły Renault 2.0, Formule 3 Euro Series, Firestone Indy Lights, ADAC GT Masters, 24h Le Mans, Le Mans Series, FIA GT1 World Championship, Malaysian Super Series oraz w Super GT Japan. W Formule 3 Euro Series wystartowała w 2007 roku z brytyjską ekipą Manor Motorsport, jednak nigdy nie punktowała.

## Statystyki
| Sezon | Seria                                 | Zespół                                         | Wyścigi | Zwycięstwa | PP | NO | Podium | Punkty | Pozycja |
| ----- | ------------------------------------- | ---------------------------------------------- | ------- | ---------- | -- | -- | ------ | ------ | ------- |
| 2004  | Niemiecka Formuła Renault             | Equipe Bernoise                                | 4       | 0          | 0  | 0  | 0      | 12     | 37      |
| 2004  | Szwajcarska Formuła Renault           | Jenzer Motorsport                              | 9       | 0          | 0  | 1  | 2      | 147    | 6       |
| 2005  | Niemiecka Formuła Renault             | SL Formula Racing                              | 16      | 0          | 0  | 0  | 0      | 141    | 12      |
| 2005  | Europejski Puchar Formuły Renault 2.0 | SL Formula Racing                              | 14      | 0          | 0  | 0  | 0      | 0      | NS      |
| 2006  | Recaro Formel 3 Cup                   | SMS Seyffarth Motorsport                       | 20      | 0          | 1  | 0  | 2      | 30     | 9       |
| 2007  | Formuła 3 Euro Series                 | Manor Motorsport                               | 20      | 0          | 0  | 0  | 0      | 0      | 20      |
| 2008  | Firestone Indy Lights                 | American Spirit Racing                         | 16      | 0          | 0  | 0  | 0      | 250    | 14      |
| 2009  | ADAC GT Masters                       | Buchbinder Rent-a-Car by Emotional Engineering | 2       | 0          | 0  | 0  | 0      | 0      | NS      |
| 2010  | Le Mans Series - LMGT1                | Matech Competition                             | 1       | 0          | 0  | 0  | 1      | 13     | 7       |
| 2010  | 24h Le Mans - GT1                     | Matech Competition                             | 1       | 0          | 0  | 0  | 0      | N/A    | NS      |
| 2010  | FIA GT1 World Championship            | Matech Competition                             | 2       | 0          | 0  | 0  | 0      | 0      | NS      |
| 2012  | Super GT Japan - GT300                | Hitotsuyama Racing                             | 5       | 0          | 0  | 0  | 0      | 2      | 23      |
| 2012  | Malaysian Super Series - GT           | Craft Eurasia Racing                           | 2       | 1          | 0  | 0  | 2      | 51     | 2       |